# Leptostigma arnottianum
Leptostigma arnottianum är en måreväxtart som beskrevs av Wilhelm Gerhard Walpers. Leptostigma arnottianum ingår i släktet Leptostigma och familjen måreväxter. Inga underarter finns listade i Catalogue of Life.